# باب مسحور

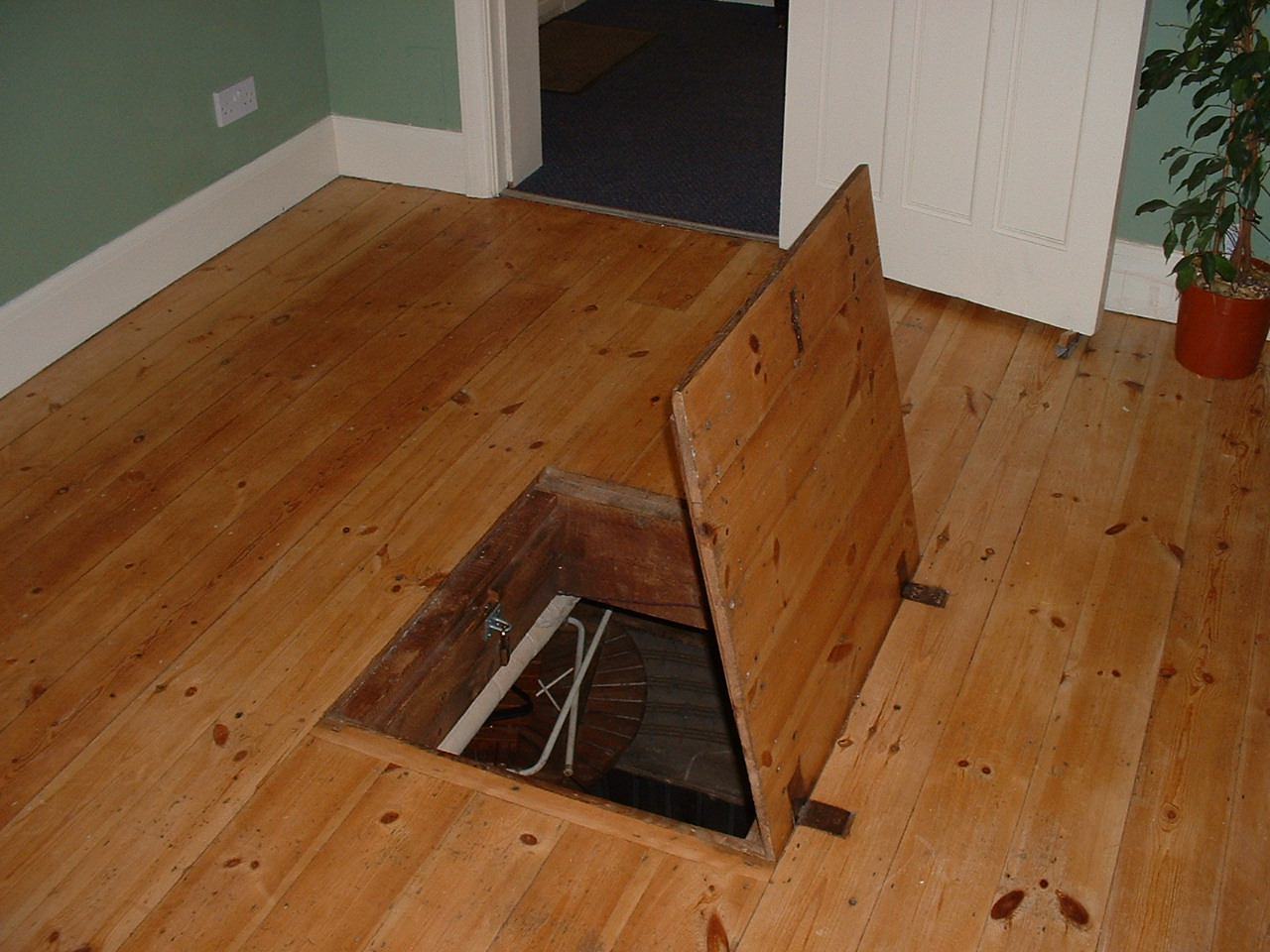
باب مسحور يؤدي إلى ملجأ من الحرب العالمية الثانية

الباب المسحور (بالإنكليزية: Trapdoor) باب أفقي في الأرض أو في السقف (اعتماداً على أي جانب من باب).
في الأصل، كانت الأبواب المسحورة فخاخ أكياس في المطاحن، وتسمح بتمرير الأكياس عبر الطاحونة، بينما بشكل طبيعي تسقط عائدة إلى وضع مغلق.